# 2020-as DTM-kupa
A 2020-as DTM-kupa a széria első idénye volt. A résztvevők GT4-es típusú versenyautókkal teljesítették a szezont. A szezonnyítóra eredetileg április 24-én került volna sor Zolderben, míg a szezonzárót október 4-én tartották volna meg a Hockenheimringen, azonban a koronavírus-járvány miatt az idény augusztus 1-én kezdődött meg a Spa-Francorchampsban és november 8-án fejeződött be az eredetileg tervezett helyszínen. A széria versenyeit a DTM betétfutamaiként rendezték meg.
Az egyéni bajnoki címet Tim Heinemann szerezte meg, míg a csapatoknál a HP Racing International alakulata diadalmaskodott.

## Csapatok és versenyzők
| Márka         | Autó                             | Csapat                          | #  | Versenyző            | Kategória | Forduló |
| ------------- | -------------------------------- | ------------------------------- | -- | -------------------- | --------- | ------- |
| Mercedes-Benz | Mercedes-AMG GT4                 | Leipert Motorsport              | 2  | Fidel Leib           | XP        | összes  |
| Mercedes-Benz | Mercedes-AMG GT4                 | Leipert Motorsport              | 4  | Jan Kisiel           |           | összes  |
| Mercedes-Benz | Mercedes-AMG GT4                 | Leipert Motorsport              | 9  | Marc de Fulgencio    | Junior    | összes  |
| Mercedes-Benz | Mercedes-AMG GT4                 | Superdrink by Bremotion         | 7  | Jan Philipp Springob | Junior    | összes  |
| Mercedes-Benz | Mercedes-AMG GT4                 | HP Racing International         | 46 | Tim Heinemann        |           | összes  |
| Audi          | Audi R8 LMS GT4 Evo              | Racing One                      | 5  | Lucas Mauron         | Junior    | összes  |
| Audi          | Audi R8 LMS GT4 Evo              | Racing One                      | 6  | Kelvin Snoeks        |           | 1–3     |
| Audi          | Audi R8 LMS GT4 Evo              | Racing One                      | 6  | Dominique Schaak     |           | 4–6     |
| Audi          | Audi R8 LMS GT4 Evo              | Carbogaz Racing                 | 77 | David Serban         | Junior    | 1–4, 6  |
| Audi          | Audi R8 LMS GT4 Evo              | Superdrink by Spielkind Racing  | 94 | Felix von der Laden  |           | 1–4     |
| BMW           | BMW M4 GT4                       | FK Performance                  | 10 | Ben Green            | Junior    | összes  |
| BMW           | BMW M4 GT4                       | FK Performance                  | 11 | Luke Wankmüller      | Junior    | összes  |
| BMW           | BMW M4 GT4                       | FK Performance                  | 12 | Christian Konnerth   | Vendég    | 6       |
| BMW           | BMW M4 GT4                       | Walkenhorst Motorsport          | 34 | Ben Tuck             |           | összes  |
| BMW           | BMW M4 GT4                       | Walkenhorst Motorsport          | 35 | Max Koebolt          |           | összes  |
| BMW           | BMW M4 GT4                       | Hofor Racing by Bonk Motorsport | 61 | Michael Schrey       | Vendég    | 3       |
| Porsche       | Porsche 718 Cayman GT4 Clubsport | Phoenix Racing                  | 17 | Rudolf Rhyn          | Junior    | összes  |
| Porsche       | Porsche 718 Cayman GT4 Clubsport | Allied Racing                   | 30 | Felix Hirsiger       | Junior    | 1–4     |
| Porsche       | Porsche 718 Cayman GT4 Clubsport | Allied Racing                   | 30 | Bastian Buus         | Junior    | 5       |
| Porsche       | Porsche 718 Cayman GT4 Clubsport | Allied Racing                   | 30 | Nicolas Schöll       | Junior    | 6       |
| Porsche       | Porsche Cayman PRO4 GT4          | PROsport Performance            | 18 | Peter Terting        |           | összes  |
| KTM           | KTM X-Bow GT4                    | Teichmann Racing                | 19 | Kevin Strohschänk    |           | 1–2     |
| KTM           | KTM X-Bow GT4                    | Teichmann Racing                | 19 | Reinhard Kofler      |           | 3       |
| KTM           | KTM X-Bow GT4                    | Teichmann Racing                | 20 | Laura Kraihamer      | Vendég    | 2       |
| KTM           | KTM X-Bow GT4                    | Teichmann Racing                | 20 | Georg Griesemann     | Vendég    | 3       |
| KTM           | KTM X-Bow GT4                    | Teichmann Racing                | 58 | Yves Volte           | Vendég    | 2       |
| Toyota        | Toyota GR Supra GT4              | Ring Racing                     | 90 | José María López     |           | 2, 6    |
| Toyota        | Toyota GR Supra GT4              | Ring Racing                     | 90 | Heiko Hammel         |           | 3       |
| Toyota        | Toyota GR Supra GT4              | Ring Racing                     | 90 | Nico Verdonck        |           | 4–6     |
| Toyota        | Toyota GR Supra GT4              | Ring Racing                     | 91 | Heiko Hammel         |           | 2       |
| Toyota        | Toyota GR Supra GT4              | Ring Racing                     | 91 | Andreas Gülden       | XP        | 3       |
| Toyota        | Toyota GR Supra GT4              | Ring Racing                     | 91 | Michael Tischner     | XP        | 4–6     |

| Ikon   |
| ------ |
| Junior |
| XP     |
| Vendég |

## Versenynaptár
| Verseny | Verseny | Pálya                        | Pályarajz      | Dátum          |
| ------- | ------- | ---------------------------- | -------------- | -------------- |
| 1       | 1       | Circuit de Spa-Francorchamps |                | augusztus 1.   |
| 1       | 2       | Circuit de Spa-Francorchamps | augusztus 2.   |                |
| 2       | 3       | EuroSpeedway Lausitz         |                | augusztus 22.  |
| 2       | 4       | EuroSpeedway Lausitz         | augusztus 23.  |                |
| 3       | 5       | Nürburgring                  |                | szeptember 12. |
| 3       | 6       | Nürburgring                  | szeptember 13. |                |
| 4       | 7       | Nürburgring                  |                | szeptember 19. |
| 4       | 8       | Nürburgring                  | szeptember 20. |                |
| 5       | 9       | Circuit Zolder               |                | október 17.    |
| 5       | 10      | Circuit Zolder               | október 18.    |                |
| 6       | 11      | Hockenheimring               |                | november 7.    |
| 6       | 12      | Hockenheimring               | november 8.    |                |

## Eredmények

### Összefoglaló
| Verseny | Verseny | Helyszín               | Pole-pozíció   | Leggyorsabb kör   | Győztes       | Győztes                 | Listavezető   | Előny |
| Verseny | Verseny | Helyszín               | Pole-pozíció   | Leggyorsabb kör   | Versenyző     | Csapat                  | Listavezető   | Előny |
| ------- | ------- | ---------------------- | -------------- | ----------------- | ------------- | ----------------------- | ------------- | ----- |
| 1       | 1       | Spa-Francorchamps      | Ben Tuck       | Marc de Fulgencio | Ben Tuck      | Walkenhorst Motorsport  | Tim Heinemann | 5     |
| 1       | 2       | Spa-Francorchamps      | Tim Heinemann  | Ben Green         | Ben Green     | FK Performance          | Tim Heinemann | 5     |
| 2       | 1       | EuroSpeedway Lausitz   | Felix Hirsiger | Jan Kisiel        | Tim Heinemann | HP Racing International | Tim Heinemann | 32    |
| 2       | 2       | EuroSpeedway Lausitz   | Jan Kisiel     | Tim Heinemann     | Tim Heinemann | HP Racing International | Tim Heinemann | 32    |
| 3       | 1       | Nürburgring Grand Prix | Tim Heinemann  | Tim Heinemann     | Tim Heinemann | HP Racing International | Tim Heinemann | 66    |
| 3       | 2       | Nürburgring Grand Prix | Tim Heinemann  | Tim Heinemann     | Tim Heinemann | HP Racing International | Tim Heinemann | 66    |
| 4       | 1       | Nürburgring Sprint     | Tim Heinemann  | Tim Heinemann     | Tim Heinemann | HP Racing International | Tim Heinemann | 94    |
| 4       | 2       | Nürburgring Sprint     | Tim Heinemann  | Peter Terting     | Tim Heinemann | HP Racing International | Tim Heinemann | 94    |
| 5       | 1       | Circuit Zolder         | Lucas Mauron   | Lucas Mauron      | Lucas Mauron  | Racing One              | Tim Heinemann | 90    |
| 5       | 2       | Circuit Zolder         | Lucas Mauron   | Lucas Mauron      | Lucas Mauron  | Racing One              | Tim Heinemann | 90    |
| 6       | 1       | Hockenheimring         | Lucas Mauron   | Lucas Mauron      | Lucas Mauron  | Racing One              | Tim Heinemann | 110   |
| 6       | 2       | Hockenheimring         | Lucas Mauron   | Lucas Mauron      | Tim Heinemann | HP Racing International | Tim Heinemann | 110   |

### Versenyzők
Pontrendszer
| Pozíció       | 1. | 2. | 3. | 4. | 5. | 6. | 7. | 8. | 9. | 10. |
| ------------- | -- | -- | -- | -- | -- | -- | -- | -- | -- | --- |
| Időmérő edzés | 3  | 2  | 1  |    |    |    |    |    |    |     |
| Verseny       | 25 | 18 | 15 | 12 | 10 | 8  | 6  | 4  | 2  | 1   |

(Félkövér: pole-pozíció, dőlt: leggyorsabb kör, a színkódokról részletes információ itt található)
| Helyezés                                                   | Versenyző            | SPA | SPA | LAU | LAU | NÜR1 | NÜR1 | NÜR2 | NÜR2 | ZOL | ZOL | HOC | HOC | Pont |
| ---------------------------------------------------------- | -------------------- | --- | --- | --- | --- | ---- | ---- | ---- | ---- | --- | --- | --- | --- | ---- |
| 1.                                                         | Tim Heinemann        | 2   | 21  | 12  | 13  | 1    | 1    | 1    | 1    | 32  | 6   | 23  | 1   | 275  |
| 2.                                                         | Jan Kisiel           | 4   | 5   | 3   | 31  | 43   | 3    | 4    | 3    | 5   | 23  | 4   | 4   | 165  |
| 3.                                                         | Ben Tuck             | 1   | 6   | 7   | 2   | 3    | 13   | 5    | 4    | Ki  | 7   | 5   | 2   | 133  |
| 4.                                                         | Ben Green            | Ki  | 12  | 11  | 4   | 2    | 4    | 3    | 8    | 4   | 32  | 14  | Ki  | 120  |
| 5.                                                         | Lucas Mauron         | 14  | 10  | 19  | Ki  | 8    | 9    | Ki   | 9    | 1   | 1   | 1   | 31  | 115  |
| 6.                                                         | Peter Terting        | Ki  | 4   | 6   | Ki  | 20   | 5    | 2    | 2    | Ki  | 9   | Ki  | Ni  | 72   |
| 7.                                                         | Max Koebolt          | 3   | 3   | 13  | 9   | 19   | 7    | 8    | 7    | 8   | 10  | 9   | 8   | 62   |
| 8.                                                         | Marc de Fulgencio    | 8   | 93  | 8   | 6   | 5    | 8    | 6    | 6    | Ki3 | 5   | Ki  | Ni  | 62   |
| 9.                                                         | Jan Philipp Springob | 6   | 11  | 4   | 7   | 7    | 12   | 7    | 5    |     |     | 8   | Ki  | 54   |
| 10.                                                        | Felix Hirsiger       | 5   | 8   | 21  | 5   | 10   | 10   | 9    | 10   |     |     |     |     | 52   |
| 11.                                                        | Nico Verdonck        |     |     |     |     |      |      | Kiz  | 12   | 2   | 4   | 7   | 12  | 36   |
| 12.                                                        | Nicolas Schöll       |     |     |     |     |      |      |      |      |     |     | 32  | 52  | 29   |
| 13.                                                        | Luke Wankmüller      | 13  | 7   | 10  | 11  | 9    | Ki   | 10   | 11   | 9   | 11  | 6   | 9   | 24   |
| 14.                                                        | Reinhard Kofler      |     |     |     |     | 11   | 2    |      |      |     |     |     |     | 21   |
| 15.                                                        | Rudolf Rhyn          | 7   | 12  | 203 | 12  | 13   | 15   | 11   | 13   | 7   | 12  | Ki  | 73  | 20   |
| 16.                                                        | Kelvin Snoeks        | Kiz | Ki  | 5   | 10  | 18   | 11   |      |      |     |     |     |     | 12   |
| 17.                                                        | José María López     |     |     | 21  | 8   |      |      |      |      |     |     | Ki  | 6   | 12   |
| 18.                                                        | Batian Buus          |     |     |     |     |      |      |      |      | 6   | 8   |     |     | 12   |
| 19.                                                        | Felix von der Laden  | 9   | 14  | 9   | 13  | Ki   | 17   | 13   | 14   |     |     |     |     | 4    |
| 20.                                                        | Fidel Leib           | 10  | 13  | 14  | 15  | 15   | 18   | 12   | 15   | 11  | 13  | 11  | 10  | 3    |
| 21.                                                        | Dominique Schaak     |     |     |     |     |      |      | 14   | 17   | 10  | 15† | 12  | 11  | 1    |
| 22.                                                        | Heiko Hammel         |     |     | 12  | 14  | 12   | 16   |      |      |     |     |     |     | 0    |
| 23.                                                        | Kevin Strohschänk    | 11  | 15  | 18  | 19  |      |      |      |      |     |     |     |     | 0    |
| 24.                                                        | David Serban         | 12  | 16  | 15  | 17  | 16   | Ki   | 15   | 16   |     |     | 13  | Ki  | 0    |
| 25.                                                        | Michael Tischner     |     |     |     |     |      |      | 16   | 18   | 12  | 14  |     |     | 0    |
| 26.                                                        | Andreas Gülden       |     |     |     |     | 14   | 14   |      |      |     |     |     |     | 0    |
| Vendégversenyzők, akik nem voltak jogosultak pontszerzésre |                      |     |     |     |     |      |      |      |      |     |     |     |     |      |
| –                                                          | Michael Schrey       |     |     |     |     | 6    | 6    |      |      |     |     |     |     | –    |
| –                                                          | Yves Volte           |     |     | 17  | 16  |      |      |      |      |     |     |     |     | –    |
| –                                                          | Laura Kraihamer      |     |     | 16  | 18  |      |      |      |      |     |     |     |     | –    |
| –                                                          | Georg Griesemann     |     |     |     |     | 17   | 19   |      |      |     |     |     |     | –    |
| –                                                          | Christian Konnerth   |     |     |     |     |      |      |      |      |     |     | 10  | 14  | –    |
| Helyezés                                                   | Versenyző            | SPA | SPA | LAU | LAU | NÜR1 | NÜR1 | NÜR2 | NÜR2 | ZOL | ZOL | HOC | HOC | Pont |

### Junior
| Helyezés | Versenyző            | SPA | SPA | LAU | LAU | NÜR1 | NÜR1 | NÜR2 | NÜR2 | ZOL | ZOL | HOC | HOC | Pont |
| -------- | -------------------- | --- | --- | --- | --- | ---- | ---- | ---- | ---- | --- | --- | --- | --- | ---- |
| 1.       | Ben Green            | Ki  | 1   | 11  | 4   | 2    | 4    | 3    | 8    | 4   | 3   | 14  | Ki  | 113  |
| 2.       | Lucas Mauron         | 14  | 10  | 19  | Ki  | 8    | 9    | Ki   | 9    | 1   | 1   | 1   | 3   | 103  |
| 3.       | Marc de Fulgencio    | 8   | 9   | 8   | 6   | 5    | 8    | 6    | 6    | Ki  | 5   | Ki  | Ni  | 60   |
| 4.       | Jan Philipp Springob | 6   | 11  | 4   | 7   | 7    | 12   | 7    | 5    |     |     | 8   | Ki  | 54   |
| 5.       | Felix Hirsiger       | 5   | 8   | 2   | 5   | 10   | 10   | 9    | 10   |     |     |     |     | 49   |
| 6.       | Nicolas Schöll       |     |     |     |     |      |      |      |      |     |     | 3   | 5   | 25   |
| 7.       | Luke Wankmüller      | 13  | 7   | 10  | 11  | 9    | Ki   | 10   | 11   | 9   | 11  | 6   | 9   | 24   |
| 8.       | Rudolf Rhyn          | 7   | 12  | 20  | 12  | 13   | 15   | 11   | 13   | 7   | 12  | Ki  | 7   | 18   |
| 9.       | Bastian Buus         |     |     |     |     |      |      |      |      | 6   | 8   |     |     | 12   |
| 10.      | David Serban         | 12  | 16  | 15  | 17  | 16   | Ki   | 15   | 16   |     |     | 13  | Ki  | 0    |
| Helyezés | Versenyző            | SPA | SPA | LAU | LAU | NÜR1 | NÜR1 | NÜR2 | NÜR2 | ZOL | ZOL | HOC | HOC | Pont |

### XP
| Helyezés | Versenyző        | SPA | SPA | LAU | LAU | NÜR1 | NÜR1 | NÜR2 | NÜR2 | ZOL | ZOL | HOC | HOC | Pont |
| -------- | ---------------- | --- | --- | --- | --- | ---- | ---- | ---- | ---- | --- | --- | --- | --- | ---- |
| 1        | Fidel Leib       | 10  | 13  | 14  | 15  | 15   | 18   | 12   | 15   | 11  | 13  | 11  | 10  | 286  |
| 2.       | Michael Tischner |     |     |     |     |      |      | 16   | 18   | 12  | 14  |     |     | 72   |
| 3.       | Andreas Gülden   |     |     |     |     | 14   | 14   |      |      |     |     |     |     | 50   |
| Helyezés | Versenyző        | SPA | SPA | LAU | LAU | NÜR1 | NÜR1 | NÜR2 | NÜR2 | ZOL | ZOL | HOC | HOC | Pont |

## Külső hivatkozások
- A DTM-kupa hivatalos weboldala